# 亚历克斯·奥布赖恩
亚历克斯·奥布赖恩（英語：Alex O'Brien，1970年3月7日—），美国前男子网球运动员，德州阿馬里洛人。他曾获得美国网球公开赛男子双打冠军。他也曾参加2000年夏季奥林匹克运动会。